# Vaulx-en-Velin
Vaulx-en-Velin és un municipi francès, situat a la metròpoli de Lió i a la regió de Alvèrnia - Roine-Alps. L'any 2011 tenia 42.726 habitants.